# Museo Mirador Lukas
El Museo Mirador Lukas es una casa museo ubicada en el paseo Gervasoni, cerro Concepción, en la ciudad de Valparaíso, Chile. Sus dependencias se encuentran en la casa que fue propiedad del dibujante Renzo Pecchenino «Lukas», y que reúne sus trabajos originales.
La vivienda, construida en 1913, presenta un estilo ecléctico y una volumetría compacta. Presenta un antejardín y un acceso elevado, con un pórtico de acceso enmarcado en columnas.
El museo se creó bajo el alero de la Fundación Renzo Pecchenino, que desde 1991 conserva y expone las obras originales del dibujante. Entre las colecciones del museo se encuentran las áreas relacionadas con la ilustración de Valparaíso, su trabajo en periódicos y revistas a nivel nacional.